# Kuno von Steuben
Kuno Arndt von Steuben (Eisenach, 9. travnja 1855. -  Berlin, 14. siječnja 1935.) je bio njemački general i vojni zapovjednik. Tijekom Prvog svjetskog rata zapovijedao je s XVIII. korpusom, te 11. armijom na Zapadnom i Solunskom bojištu. 

## Vojna karijera
Kuno von Steuben rođen je 9. travnja 1855. u Eisenachu u pruskoj vojničkoj pobitelji od oca Gottlieba Arndta von Steubena, inače general bojnika pruske vojske, te majke Julie Antoinette von Tschirschky Boegendorff. Osim Kune i ostala njegova braća su odabrali vojni poziv, te su se borili u Prvom svjetskom ratu. 
Steuben je već s 13 godina počeo pohađati vojnu školu u Oraniensteinu, da bi tri godine nakon toga 1871. nastavio vojno školovanje u glavnoj pruskoj kadetskoj školi u Berlinu. Steuben je vojnu karijeru počeo 1874. godine u 39. pukovniji smještenoj u Düsseldorfu. U Düsseldorfu je upoznao i Marthu Wilhelminu Franzisku Wesener najmlađu kćer svojeg zapovjednika s kojom se kasnije oženio. Nakon završetka pruske vojne akademije 1883. Steuben je služio u raznim vojnim jedinicama, te kao stožerni časnik u glavnom stožeru u Berlinu. Pukovnikom je postao 1903. godine, čin general bojnika je dostigao 1908. godine, dok je 1911. godine promaknut u čin general poručnika kada je dobio i zapovjedništvo nad 36. pješačkom divizijom smještenom u Danzigu. U rujnu 1913. postao je ravnateljem Pruske vojne akademije.

## Prvi svjetski rat
Na početku Prvog svjetskog rata Steuben je dobio zapovjedništvo nad XVIII. pričuvnim korpusom koji je bio u sastavu 4. armije pod zapovjedništvom vojvode Albrechta. Ubrzo nakon početka rata Steuben je unaprijeđen u generala pješaštva. Zapovijedajući XVIII. pričuvnim korpusom sudjelovao je u Prvoj bitci na Marni nakon čega je njegov korpus prešao u sastav 5. armije prijestolonasljednika Vilima. U sastavu 5. armije Steuben je sa svojim korpusom sudjelovao u borbama u Champagni, te je za zapovijedanje u navedenim borbama odlikovan ordenom Pour le Mérite. Tijekom 1916. Steuben sudjeluje u Verdunskoj bitci, da bi u lipnju 1917. dobio zapovjedništvo nad 11. armijom koja se nalazila na Solunskom bojištu, te se sastojala od njemačkih i bugarskih jedinica. Steuben je ubrzo zapovijedajući navedenom armijom dobio poštovanje sebi podčinjenih časnika, te je uspješno rukovodio povlačenjem navedene armije nakon proboja fronta.

## Poslije rata
Nakon završetka rata Steuben se početkom 1919. godine umirovio. Preminuo je 14. siječnja 1935. godine u Berlinu u 81. godini života. Pokopan je na berlinskom groblju Invalidenfriedhof.

## Vanjske poveznice
(eng.) Kuno von Steuben na stranici Prussianmachine.com

(rus.) Kuno von Steuben na stranici Hrono.ru

(njem.) Kuno von Steuben na stranici Deutschland14-18.de  Arhivirana inačica izvorne stranice od 4. ožujka 2016. (Wayback Machine)
| Prethodnik:         | Zapovjednik 11. armije Kuno von Steuben | Nasljednik: |
| Arnold von Winckler | Zapovjednik 11. armije Kuno von Steuben | nitko       |